# Alexander Jewgenjewitsch Lomowizki
Alexander Jewgenjewitsch Lomowizki (russisch Александр Евгеньевич Ломовицкий; * 27. Januar 1998 in Moskau) ist ein russischer Fußballspieler.

## Karriere

### Verein
Lomowizki begann seine Karriere bei Spartak Moskau. Im März 2017 stand er erstmals im Kader der Zweitmannschaft Spartaks. Für diese debütierte er im Juli 2017 gegen den FK Sibir Nowosibirsk in der zweitklassigen Perwenstwo FNL. Im September 2017 stand er gegen Anschi Machatschkala auch erstmals im Kader der ersten Mannschaft der Moskauer. In der Saison 2017/18 kam er insgesamt zu 34 Zweitligaeinsätzen für Spartak-2. Im Juli 2018 gab er sein Debüt für die erste Mannschaft in der Premjer-Liga, als er am ersten Spieltag der Saison 2018/19 gegen den FK Orenburg in der Startelf stand. In der Saison 2018/19 absolvierte der Flügelspieler 17 Partien für Spartak in der höchsten russischen Spielklasse, zudem kam er zweimal für Spartak-2 zum Einsatz.
Im Juli 2019 wurde Lomowizki an den Ligakonkurrenten Arsenal Tula verliehen. In Tula kam er in der Saison 2019/20 zu 24 Erstligaeinsätzen, in denen er zweimal traf. Im August 2020 wurde er innerhalb der Liga an den FK Chimki weiterverliehen. Nach acht Einsätzen für Chimki wurde die Leihe allerdings im Oktober 2020 vorzeitig beendet und Lomowizki wurde ein zweites Mal nach Tula verliehen. Bis zum Ende der zweiten Leihe in Tula absolvierte er 18 Erstligapartien.
Zur Saison 2021/22 kehrte Lomowizki wieder nach Moskau zurück. Nach seiner Rückkehr kam er bis zur Winterpause zu 14 Einsätzen in der Premjer-Liga für Spartak. Im Januar 2022 verließ er den Verein schließlich endgültig und wechselte innerhalb der Liga zu Rubin Kasan. Für Rubin kam er bis Saisonende zu elf Einsätzen in der Premjer-Liga, aus der er mit dem Team aber zu Saisonende abstieg. Im Anschluss wurde er zur Saison 2022/23 an den Erstligisten Chimki verliehen, für den er bereits 2020 gespielt hatte. Für Chimki spielte er 15 Mal, ehe die Leihe in der Winterpause vorzeitig beendet wurde.

### Nationalmannschaft
Lomowizki durchlief ab der U-16 sämtliche russische Jugendnationalauswahlen. Im Mai 2015 nahm er mit der U-17-Auswahl an der EM teil und erreichte mit Russland das Halbfinale, während des Turniers kam er zu vier Einsätzen. Durch die Halbfinalteilnahme qualifizierte er sich mit seinem Land auch für die WM im selben Jahr, für die er ebenfalls nominiert wurde. Bei der WM schied er mit Russland im Achtelfinale gegen Ecuador aus, Lomowizki wurde in allen vier Partien der Russen eingesetzt.
Im März 2019 debütierte er für das U-21-Team. Mit diesem nahm er 2021 an der EM teil. Während des Turniers kam er zu drei Einsätzen, die Russen schieden bereits in der Vorrunde aus.